# Onitis gazanus
Onitis gazanus är en skalbaggsart som beskrevs av Gilbert John Arrow 1909. Onitis gazanus ingår i släktet Onitis och familjen bladhorningar. Inga underarter finns listade i Catalogue of Life.